# ورزشگاه هرمینیو اومتو
ورزشگاه هرمینیو اومتو (به پرتغالی: Estádio Hermínio Ometto) یک ورزشگاه فوتبال در آراراس، در حومهٔ شهر سائو پائولو، برزیل است. این ورزشگاه ۲۱٬۰۰۰ نفر گنجایش دارد. در سال ۱۹۸۸ افتتاح شد. این ورزشگاه متعلق به باشگاه فوتبال اونیائو سائو ژوآئو است.
شخصی که نام ورزشگاه آراراس را بر آن گذاشته، در شهر نفوذ داشته است. او در سال ۱۹۱۴ در پیراسیکابا به دنیا آمد و به دلیل خرید فازندا سائو ژوائو توسط پدرش خوزه در سال ۱۹۳۵ نقل مکان کرد. کارخانه قند اونیائو سائو ژوآئو در آنجا ایجاد شد که هرمینیو پس از مرگ خوزه مسئولیت آن را بر عهده گرفت. در سال ۱۹۴۶، او به عنوان عضو شورا انتخاب شد و شش سال بعد شهردار شد. در سال ۱۹۵۳، او تیم اونیائو سائو ژوآئو را تأسیس کرد، این تیم در دههٔ بعد حرفه‌ای شد و بین سال‌های ۱۹۶۱ تا ۱۹۶۴ در مسابقات FPF شرکت کرد. این تیم در سال ۱۹۸۱ ورشکست شد.

## اولین گل روژریو سنی
همچنین در ورزشگاه هرمینیو اومتو بود که روژریو سنی با به ثمر رساندن اولین گل ضربه آزاد دوران حرفه‌ای خود، در ۱۵ فوریهٔ ۱۹۹۷، در مسابقات قهرمانی پائولیستا ۱۹۹۷، مقابل دروازه‌بان آدینام، نام خود را در تاریخ ثبت کرد.